# Thaumastocheles zaleucus
Thaumastocheles zaleucus är en kräftdjursart som först beskrevs av Thomson 1873.  Thaumastocheles zaleucus ingår i släktet Thaumastocheles och familjen Thaumastochelidae. IUCN kategoriserar arten globalt som livskraftig. Inga underarter finns listade i Catalogue of Life.